# Odmroziny
Odmroziny – obrzęki na skórze, spowodowane długotrwałą ekspozycją na zimne i wilgotne powietrze (niekoniecznie mróz). Najczęściej występują na palcach dłoni i stóp w okresie zimowym. Objawiają się niewielkimi, zaczerwienionymi opuchliznami powodującymi swędzenie oraz ból. Na wystąpienie odmrozin często narażone są osoby z problemami z cyrkulacją krwi. W palcach następuje obkurczenie się naczyń krwionośnych, a co za tym idzie, zmniejsza się temperatura w tych okolicach. Niska temperatura uszkadza naczynia krwionośne powodując przy tym obrzęki. Ilość odmrozin, ich wielkość oraz długość rekonwalescencji zależy przede wszystkim od temperatury i czasu, na jaki skóra była narażona. Odmroziny często mylnie określa się jako odmrożenia.

## Leczenie
- Nienarażanie ciała na niskie temperatury
- Naprzemienne kąpiele chorych miejsc w ciepłej i chłodnej wodzie
- Stosowanie opatrunków przeciw opuchliźnie

Odmroziny znikają same, jeżeli nie są narażane na czynnik je powodujący. Powyższe przykłady mogą przyspieszyć gojenie się. Pełna rekonwalescencja może trwać 7–30 dni.

## Zapobieganie
- Unikanie długiego przebywania w niskich temperaturach
- Noszenie ciepłej odzieży, szczególnie chroniącej dłonie, stopy, głowę
- Niespożywanie alkoholu przed/w trakcie kontaktu z chłodnym powietrzem
- Stosowanie kremów tłustych

Powyższe zalecenia powinny szczególnie stosować osoby z tzw. syndromem zimnych dłoni lub stóp.